# Il senso della vita (film 2017)
Il senso della vita (The Meaning of Life) è un film del 2017 diretto da Cat Hostick.
È interpretato da Tyler Shaw, Sadie Munroe, Jacob Raymond e Sergio Di Zio.

## Trama
Finn Faber è un giovane cantautore che sogna una carriera di successo nel mondo della musica.
Tuttavia Finn non sta passando un periodo facile: suo padre lo reputa un fallito per via dei suoi sogni di gloria, mentre la sua ragazza, Sandy Severs, convinta che lui la lascerà comunque una volta debuttato ufficialmente nella musica, rompe la relazione per trasferirsi e andare al college in cui è stata accettata.
Finn trova conforto nel supporto del suo migliore amico Jake e, mentre continua a coltivare il suo sogno, ottiene un impiego part time come clown terapeuta negli ospedali, indossando un copricapo da aviatore e un naso rosso da pagliaccio, facendosi chiamare Peter Pilota.
Un giorno conosce la piccola paziente Sophia Hill, una bambina malata di leucemia con la passione per l'arte e la pittura, e i due stringono rapidamente amicizia.
Dan e Alice, i genitori di Sophia, sono molto preoccupati per le sorti della figlia, la quale non è più la stessa dopo la diagnosi di leucemia: non dipinge più, non sorride più. Notano però che l'amicizia con Finn la sta facendo in qualche modo rinascere, riuscendo a farle tornare la voglia di dipingere. Dan in particolare è molto grato a Finn per questo e gli si affeziona a sua volta.
Nel frattempo, su iniziativa di Jake, che non lo abbandona mai, Finn trova qualche piccolo ingaggio e inizia a esibirsi nei primi locali della città, dove comincia a farsi notare per la sua bravura di cantante e chitarrista.
Grazie a queste prime ma importanti esperienze, Finn ottiene un'audizione col produttore musicale Quinten Hara, che però non ritiene il ragazzo ancora all'altezza di una carriera vera e propria.
Finn è molto abbattuto dalla situazione, perché ora gli sembrano veritiere le parole di suo padre sul fatto che i suoi sogni di successo siano solo un capriccio infantile e irrealizzabile, ma Jake e Sherry, l'infermiera che si occupa di Sophia in ospedale, lo incitano a non mollare perché le avversità fanno parte della vita e se insisterà farà comunque strada, in quanto dotato di grande talento.
In ospedale, le condizioni di Sophia sembrano migliorare e il dott. Gilchrist tenta di convincere Dan e Alice a far intraprendere la chemioterapia alla piccola, certo di una sua completa guarigione. I genitori sono combattuti al riguardo, poiché la chemio è una cura invasiva e impegnativa per una bambina e la stessa Sophia ha molta paura.
Finn tuttavia infonde coraggio alla piccola e ai genitori, che decidono dunque di procedere con la cura.
Tuttavia, quando Finn torna in ospedale dopo essersi assentato per alcuni giorni di influenza, viene a sapere da Sherry che Sophia non ha retto alla cura.
Finn è distrutto, ma Dan lo rincuora e lo ringrazia per tutto ciò che ha fatto per la piccola.
Il ragazzo viene poi raggiunto dal produttore musicale Brian Sampson, che ha ricevuto una letterina da Sophia poco prima di morire, nella quale si parla di Finn, del bene che fa ai pazienti degli ospedali e del suo talento musicale. Colpito da tali parole, Sampson decide di scritturare Finn e di produrlo.
In segno di riconoscenza verso Sophia, Finn si impegna e ottiene di fare esporre i dipinti realizzati dalla bambina in ospedale in una mostra al MoMA di New York.
Il film si chiude con la prima vera esibizione sul palcoscenico di Finn, che dedica la sua prima hit di successo alla piccola Sophia.

## Produzione
Le riprese si sono svolte principalmente a Oakville.
La regista Cat Hostick ha scelto Tyler Shaw per interpretare il protagonista perché voleva un vero cantante e musicista nel ruolo. Ha inoltre dichiarato che avere un background da attrice l'ha aiutata a dirigere meglio il film.
Sadie Munroe è stata scelta tra decine di altre candidate per il ruolo di Sophia Hill.

## Promozione
Il primo trailer del film è stato pubblicato il 14 marzo 2017, mentre il primo trailer italiano è stato diffuso il 25 novembre 2024.

## Distribuzione
Il film è stato presentato in anteprima al Dances With Films Festival il 5 giugno 2017.
Dopo essere stato presentato ad altri festival nello stesso anno, il film ha avuto una distribuzione cinematografica limitata in Canada dal 27 settembre 2019, per poi essere rilasciato sulle maggiori piattaforme di streaming in Canada e negli Stati Uniti dall'8 ottobre 2019.
Distribuito da Underground Distribution, che ne ha anche curato l'edizione italiana, il film ha debuttato in Italia il 7 aprile 2025 all'UCI Cinemas Verona con la presenza in sala del cast dei doppiatori, in occasione della Giornata Mondiale della Salute, per poi essere distribuito a livello nazionale.

## Accoglienza
Il film ha una valutazione di 6,8/10 a fronte di 39 recensioni su IMDb.

## Riconoscimenti
- 2017 - Dances With Films Festival
  - Candidatura Miglior Film
- 2017 - DRIFT International Film Festival 2017
  - Miglior film
- 2017 - Durham Regional International Film Festival 2017
  - Miglior film
- 2017 - Wilson Oakville FF 2017
  - Premio del pubblico Miglior film
- 2017 - Hollywood North Film Festival
  - Candidatura Miglior Film